# Csecsen nyelv
A csecsen nyelv (csecsenül: Нохчийн мотт, Noxçiyn mott, [ˈnɔxt͡ʃĩː mu͜ɔt]), egy kaukázusi nyelv, melynek beszélőinek száma körülbelül 1,7 millióra tehető. Hivatalos nyelv az orosz mellett Csecsenföld területén, illetve használatos az Oroszország egyéb területein élő csecsen diaszpóra körében, elszórtan Európa többi részén, Jordániában, Közép-Ázsiában, valamint Grúziában.   

## Besorolás
A kaukázusi nyelvek északkelet-kaukázusi csoportjába tartozik. A hozzá nyelvtanilag és szókincsben is rendkívül közel álló ingus nyelvvel együtt alkotják a nakh nyelvek vainakh alcsoportját.

## Történet
A csecsen ábécét az oroszországi októberi forradalom után alkották meg, és az addig használt arab ábécé helyett a latin betűket vették alapul. 1938-ban mégis a cirillt vezették be bizonyos kiegészítő jelekkel az olyan hangok részére, amelyek a cirill ábécében nem léteztek. Az utóbbi években újra használatos a latin ábécé egy változata, amely a török írás befolyásával alakult ki.